# Eugeniusz Haneman
Eugeniusz Walerian Haneman (ur. 14 kwietnia 1917 w Warszawie, zm. 15 stycznia 2014 w Borzęcinie Dużym) – polski fotograf, operator filmowy i wykładowca akademicki. Znany z fotografii dokumentujących wydarzenia Powstania Warszawskiego. W 1957 otrzymał honorowy tytuł Artiste FIAP.

## Życiorys

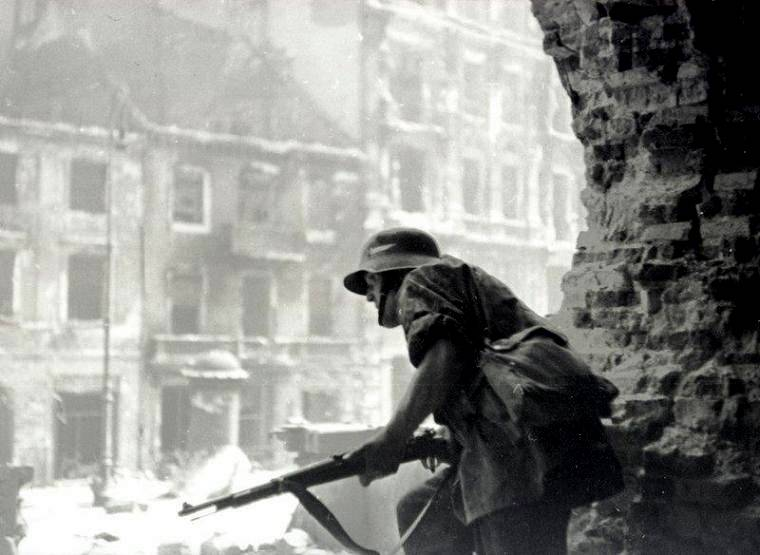
Jedna z najbardziej znanych fotografii Hanemana: powstaniec obserwuje Krakowskie Przedmieście przez wyburzoną ścianę kościoła Świętego Krzyża w kierunku ul. Kopernika

Zaczął robić zdjęcia w 1931, a debiutował w 1934 na wystawie fotografii sportowej. W 1937 ukończył liceum fotograficzne, gdzie był uczniem Mariana Dederko. Po otrzymaniu dyplomu fotografa początkowo pracował w zakładzie „Portret przy Kawie”, a następnie w ekskluzywnym atelier „Van Dyck” przy Alejach Jerozolimskich w Warszawie. W latach 30. i 40. zajmował się głównie pejzażami i portretami.
W czasie Powstania Warszawskiego, jako fotoreporter Delegatury Rządu na Kraj, dokumentował powstanie w Śródmieściu i na Powiślu, często współpracując z Sylwestrem Braunem ps. „Kris”. Uratował z powstania 15 rolek filmów, które przekazał do Muzeum Warszawy. 237 jego fotografii z powstania można znaleźć w zbiorach Muzeum Powstania Warszawskiego.
Jak wspominał po latach, fotografem powstania został przez przypadek. Wybuch powstania odciął mu możliwość powrotu do mieszkania. Próbując się do niego dostać spotkał na ul. Nowy Świat Kazimierza Greigera, który przy tej ulicy prowadził duży sklep fotograficzny. Ten wręczył mu aparat i klucze do magazynu sklepowego, zaznaczając, że odbierze je za kilka dni, ponieważ powstanie miało nie trwać długo. Jednocześnie podał mu adres siedziby Delegatury Rządu mówiąc, że potrzebują ludzi, którzy mogliby dokumentować fotograficznie powstanie. Tam spotkał Sylwestra Brauna i razem zaczęli robić zdjęcia.
Po powstaniu znalazł się w Krakowie i tu po wojnie był operatorem Instytutu Filmowego. Do Łodzi trafił pod koniec lat 40. XX w., sprowadzony przez Antoniego Bohdziewicza do Wytwórni Filmów Oświatowych.
W latach 1953–2005 wykładał fotografię w łódzkiej Szkole Filmowej, a równolegle pracował jako operator Polskiej Kroniki Filmowej w Krakowie. Po likwidacji krakowskiego Instytutu Filmowego wrócił do Łodzi.
Od 1947 należał do Związku Polskich Artystów Fotografików (legitymacja nr 25). Od był 1950 członkiem Łódzkiego Towarzystwa Fotograficznego, od 1998 członkiem honorowym. Uczestnik wielu wystaw indywidualnych i zbiorowych w latach 1934–1999. Laureat licznych nagród i odznaczeń.
Współautor zdjęć (wraz ze Zbigniewem Jarzyńskim) w albumie Łódź wydanym przez Wydawnictwo Sport i Turystyka.
Z okazji 95. rocznicy urodzin, wiosną 2012, Łódzkie Towarzystwo Fotograficzne urządziło w swoim salonie przy ul. Piotrkowskiej 102 dużą wystawę monograficzną jego prac.
Zmarł 15 stycznia 2014 w Borzęcinie Dużym k. Warszawy. Pochowany na cmentarzu ewangelicko-augsburskim przy ulicy Młynarskiej (aleja 11, grób 15).

## Odznaczenia
- Krzyż Oficerski Orderu Odrodzenia Polski – 2001[7]
- Srebrny Medal „Zasłużony Kulturze Gloria Artis” – 2007[8]

## Galeria zdjęć Eugeniusza Hanemana z Powstania warszawskiego

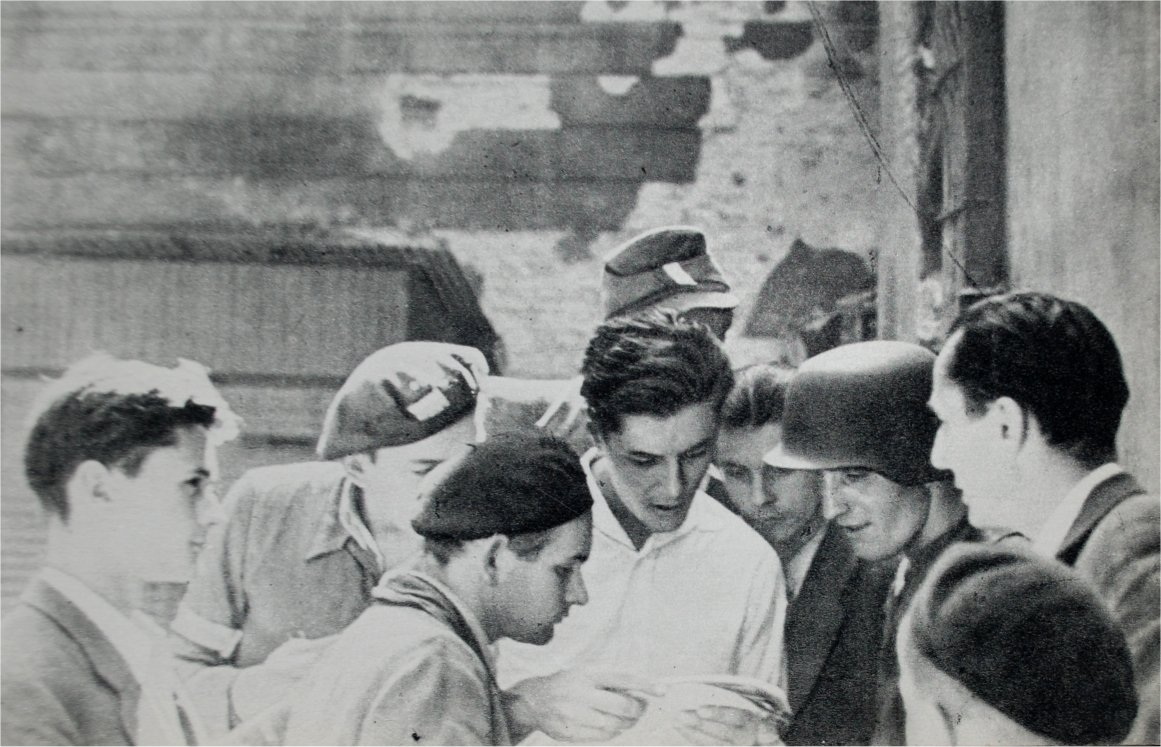
Powstańcy, wśród nich pierwszy z prawej zwrócony tyłem Sylwester Braun ps. "Kris"
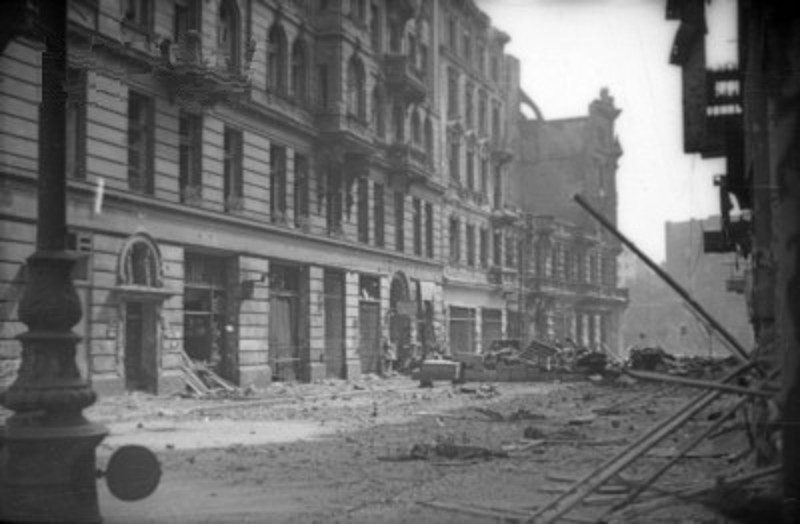
Widok od strony ulicy Chmielnej w kierunku Alej Jerozolimskich na barykadę przy Brackiej 17
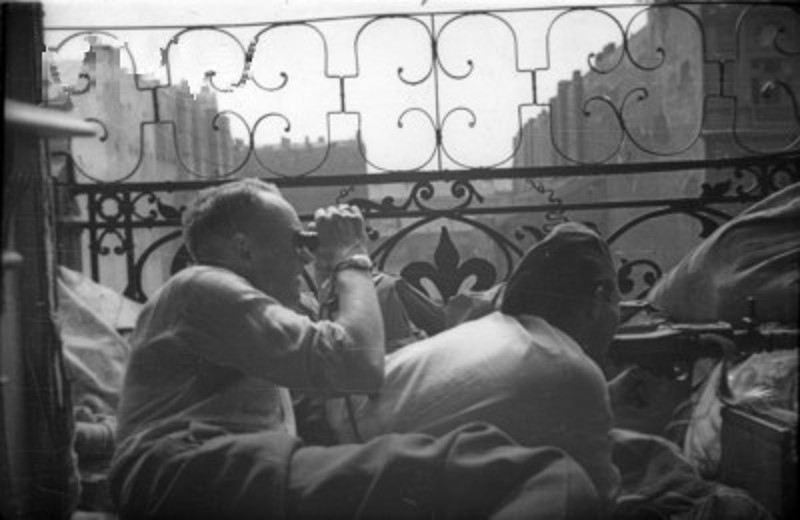
Stanowisko ckm-u na balkonie kamienicy po północnej stronie Alei Jerozolimskich
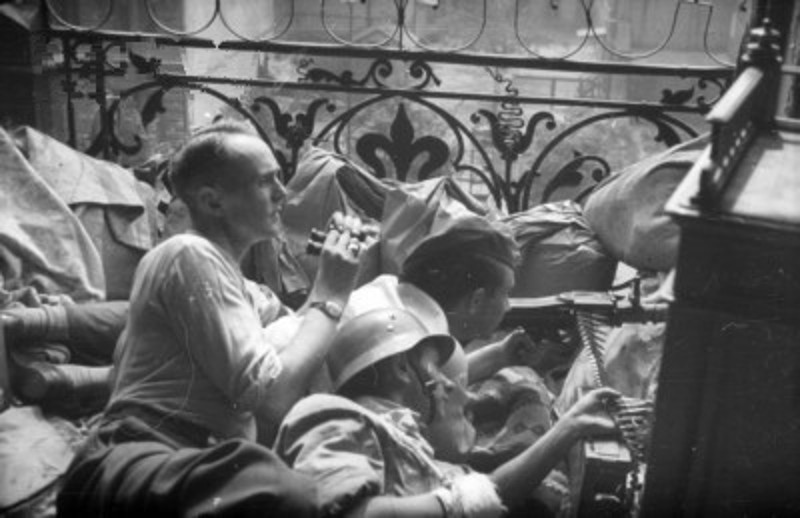
Stanowisko ckm-u na balkonie kamienicy po północnej stronie Alei Jerozolimskich